# Saint-Martin-de-Bonfossé
Saint-Martin-de-Bonfossé település Franciaországban, Manche megyében. Lakosainak száma 536 fő (2022. január 1.). Saint-Martin-de-Bonfossé Canisy, Dangy, Quibou, Bourgvallées és Moyon-Villages községekkel határos.

## Népesség
A település népessége az elmúlt években az alábbi módon változott:
| Lakosok száma | 504  | 517  | 551  | 536  | 535  | 532  | 529  | 526  | 534  | 536  |
|               | 1968 | 1982 | 1990 | 2006 | 2013 | 2015 | 2017 | 2019 | 2020 | 2022 |